# Zastava M87
 Zastava M87 (серб. Застава М87) — югославский пулемет производства «Застава Оружие». является лицензионной копией советского пулемёта НСВ-12,7. Он предназначен для выполнения зенитных задач, но также используется для действий против наземных и водных целей на больших расстояниях.

## Служба
- Либерия
- Сербия

### Бывшие пользователи
- Сербия и Черногория
- Югославия